# Даньковка (Черниговская область)
Даньковка (укр. Даньківка) — село в Прилукском районе Черниговской области Украины. Население — 178 человек. Занимает площадь 0,823 км².
Код КОАТУУ: 7424182101. Почтовый индекс: 17582. Телефонный код: +380 04637.

## География
.Расстояние до районного центра: Ичня : (10 км.), до областного центра:Чернигов (132 км.), до столицы:Киев (129 км.). Ближайшие населенные пункты: Нетяговщина 1 км, Онищенков, Глинщина и Стасевщина 2 км.

## Власть
Орган местного самоуправления — Даньковский сельский совет. Почтовый адрес: 17582, Черниговская обл., Прилукский р-н, с. Даньковка, ул. Гагарина, 6а.

## История
- В 1862 году на хуторе владельческом Даньковка 23 двора где жило 91 человек[3]

- В 1911 году на хуторе Даньковка жило 200 человек[4]
- После 1910 года хутора Даньковка (Золотницкого[5]) и Ивановка[6][7][4]слились в деревню Даньковка